# Guidisme et Scoutisme en Belgique/Gidsen- en Scoutsbeweging in België
Der Verein Guidisme et Scoutisme en Belgique/Gidsen- en Scoutsbeweging in België ASBL/VZW (GSB; Übersetzung: Pfadfinderinnen- und Pfadfinderbewegung in Belgien) ist der Dachverband der belgischen Pfadfinderbewegung. In den fünf Mitgliedsverbänden sind etwa 171.400 Personen zusammengeschlossen.
Die fünf Mitgliedsorganisationen orientieren sich nach Sprachgemeinschaften und Religionen. Die Pfadfindergruppen in der deutschsprachigen Gemeinschaft Belgiens sind Teil der französischsprachigen Verbände.
Im Einzelnen sind die Mitgliedsverbände:
- in der französischen Gemeinschaft:
  - Guides Catholiques de Belgique (GCB; römisch-katholisch, ca. 25.000 Mitglieder) (auch für die Deutschsprachige Gemeinschaft)
  - Les Scouts – Fédération des Scouts Baden-Powell de Belgique (Les Scouts; der römisch-katholischen Kirche nahestehend, ca. 50.000 Mitglieder) (auch für die Deutschsprachige Gemeinschaft)
  - Scouts et Guides Pluralistes de Belgique (SGP; interkonfessionell, ca. 4.700 Mitglieder)
- in der flämischen Gemeinschaft:
  - Scouts en Gidsen Vlaanderen (SGV, ehemals Vlaams Verbond van Katholieke Scouts en Meisjesgidsen, VVKSM; ehemals römisch-katholisch, ca. 83.500 Mitglieder)
  - FOS Open Scouting (FOS; interkonfessionell, ca. 8.200 Mitglieder)

Als Mitglied der World Organization of the Scout Movement (WOSM) und der World Association of Girl Guides and Girl Scouts (WAGGGS) vertritt die GSB ihre Mitgliedsorganisation in der Weltpfadfinderbewegung. Drei der Organisationen sind beiden Weltverbänden angeschlossen, während aus historischen Gründen Les Scouts nur zu WOSM und die GCB nur zu WAGGGS gehören.